# シャポシニコフ (小惑星)
シャポシニコフまたはシャポシュニコフ (1902 Shaposhnikov) は、小惑星帯の外縁部にある小惑星。タマラ・スミルノワがクリミア天体物理天文台で発見した。
ロシア人天文学者のウラジーミル・シャポシニコフに因んで名付けられた。
2002年4月に岩手県で掩蔽が観測された。